# Fatih Ürek

Fatih Ürek

Fatih Ürek (* 3. April 1966 in Erzurum) ist ein türkischer Popmusiker.

## Karriere
Fatih Ürek wurde am 3. April 1966 in Erzurum als Sohn eines Metzgers geboren. Er ist  homosexuell. Seine Musikkarriere begann im Jahr 1993. Er machte mit Songs wie Hadi Hadi, Sus oder Hayde auf sich aufmerksam. Daneben trat er in zahlreichen türkischen TV-Shows auf. Zudem moderierte Ürek zwischen 2018 und 2020 den Kochwettbewerb Gelinim Mutfakta, der auf Kanal D ausgestrahlt wurde. Außerdem war er Jurymitglied im Wettbewerb Kuaförüm Sensin, der auf Show TV ausgestrahlt wurde.

## Moderation

### Ehemalig
- 2018–2019: Gelinim Mutfakta
- 2020: Kuaförüm Sensin

## Diskografie

### Alben
- 1993: Yaktı Yaktı
- 1995: Sen İki Gözümsün

### EPs
- 2008: Sus
- 2010: Alırım Aklını
- 2015: Altın Çağ

### Singles
| - 1993: Sefam Olsun - 1995: Sen İki Gözümsün - 1995: Doyamadan Aşkına - 2008: Hadi Hadi (Original: Giorgos Xanthiotis – Sokerde) - 2008: Sus (Original: Costi – Ca La Amsterdam) - 2008: İnat (Original: Valantis – To Koritsaki Mou) - 2009: Fıkır Fıkır - 2009: Hala Hala - 2009: Мой / Sus (mit Galena & Malina) - 2010: Alırım Aklını - 2011: Hayde - 2012: Üçyüz Beşyüz | - 2013: Bak Güzele - 2015: Seni Yakacaklar Benim Yerime - 2015: Gül Döktüm Yollarına (Original: Sara Badishi – Agadat Shalom Shabazi) - 2016: Sallaya Sallaya - 2018: Tak Tak (Hintergrundstimme: Gülşen) - 2019: Havam Yerinde - 2019: Penaltı ve Gol - 2023: Afra Tafra - 2024: Bal Kaymak - 2024: Gelin Görümce - 2025: Vay Haline |

Quelle: